# سفارش شایستگی
سفارش شایستگی یا مرتبه شایستگی روشی برای رتبه‌بندی منابع انرژی موجود، به ویژه تولید برق، بر اساس ترتیب صعودی قیمت (که ممکن است منعکس کننده ترتیب هزینه‌های نهایی کوتاه مدت تولید آنها باشد) و گاهی آلودگی، همراه با مقدار انرژی است که تولید شود. در یک برنامه مدیریت متمرکز، رتبه‌بندی به گونه‌ای است که آن‌هایی که کمترین هزینه‌های حاشیه‌ای را دارند، اولین منابعی هستند که برای پاسخگویی به آماده تولید می‌شوند و نیروگاه‌هایی که بالاترین هزینه‌های حاشیه‌ای را دارند، آخرین منابعی هستند که برای تولید وارد مدار می‌شوند. دیسپاچینگ تولید برق، از این طریق که به دیسپچ اقتصادی معروف است، هزینه تولید برق را به حداقل می‌رساند. گاهی به علت‌هایی چون تراکم انتقال، قابلیت اطمینان سیستم یا دلایل دیگر، واحدهای تولیدی باید خارج از رتبه شایستگی وارد مدار شوند.
در حالت اعمال شرایط زیست‌محیطی، ملاحظات اضافی در مورد کاهش آلودگی، مشکل توزیع برق را پیچیده‌تر می‌کند. در این مدل محدودیت‌های اساسی مشکل توزیع اقتصادی همچنان پابرجاست، اما برای به حداقل رساندن انتشار آلاینده‌ها علاوه بر به حداقل رساندن هزینه‌های سوخت و تلفات کل توان، این مدل بهینه‌سازی شده است.

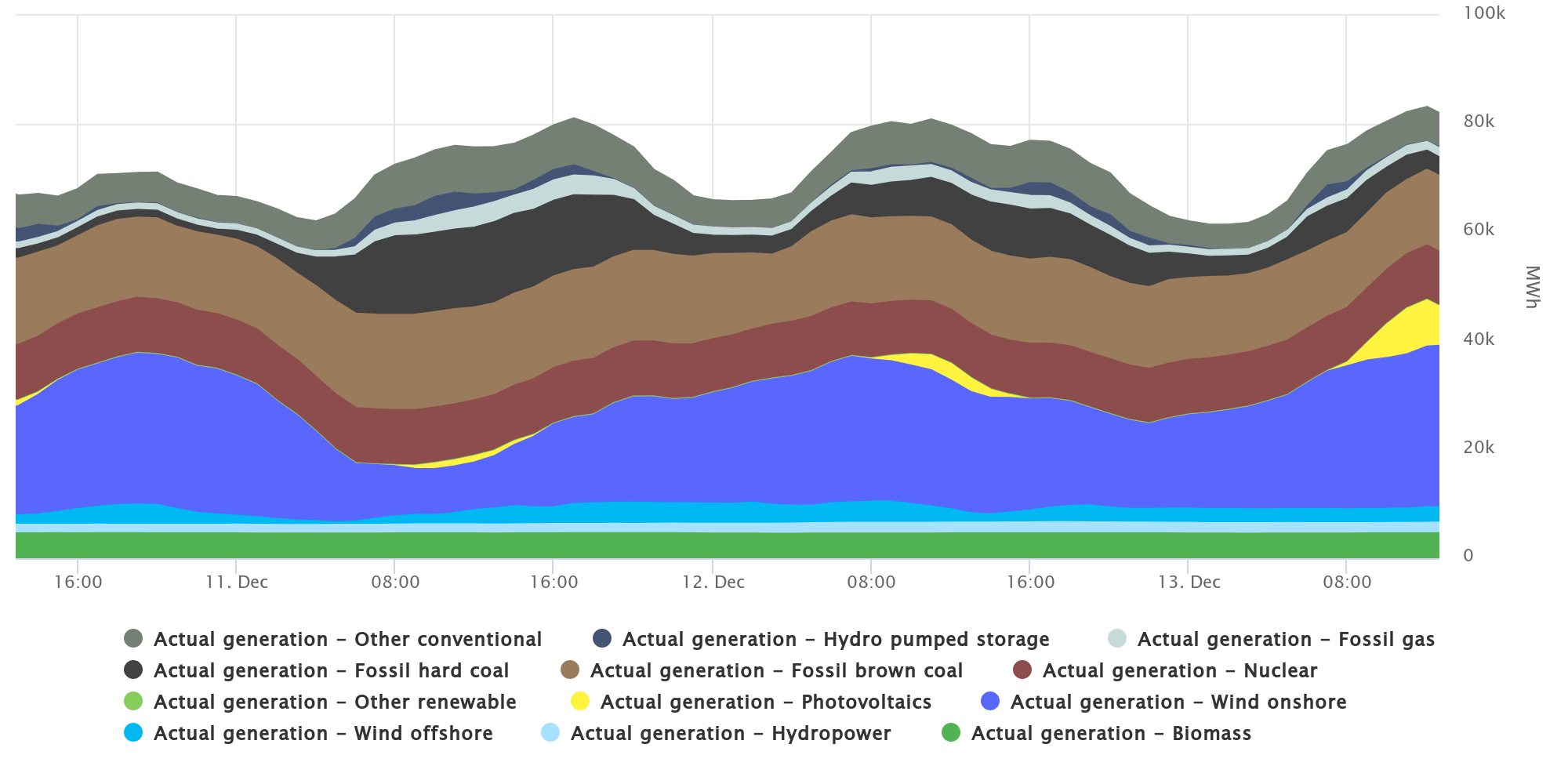
طرحی از پورتال داده SMARD که تولید برق در آلمان را در اواسط دسامبر ۲۰۱۷ نشان می‌دهد. ترتیب «لایه‌ها» بر اساس شایستگی است.